# Borgata Paradiso
Borgata Paradiso (Borgià Paradis in piemontese), o semplicemente Paradiso, è un quartiere che si trova nella zona est di Collegno, lungo Corso Francia, che contava a fine 2010 circa 12 000 abitanti.

Con Borgata Paradiso si identifica inoltre la zona di Grugliasco con cui la borgata collegnese confina (a Sud di Via Vandalino).

## Toponimo
Il nome della borgata deriva da quello della cascina Paradiso, che sorgeva un tempo in quello che oggi è il territorio di Grugliasco e che è stata demolita nei primi anni sessanta del Novecento.
La borgata non va confusa con l'omonimo quartiere di Settimo Torinese.

## Geografia fisica
Il quartiere in senso stretto confina: 
- a Sud con il quartiere Borgata La Quaglia di Grugliasco
- a Nord con il Campo Volo "Aeroporto di Torino-Aeritalia" (dove si sono svolti i World Air Games 2009)
- ad Ovest con la Zona Centro di Collegno
- ad Est con il quartiere Parella di Torino

## Caratteristiche

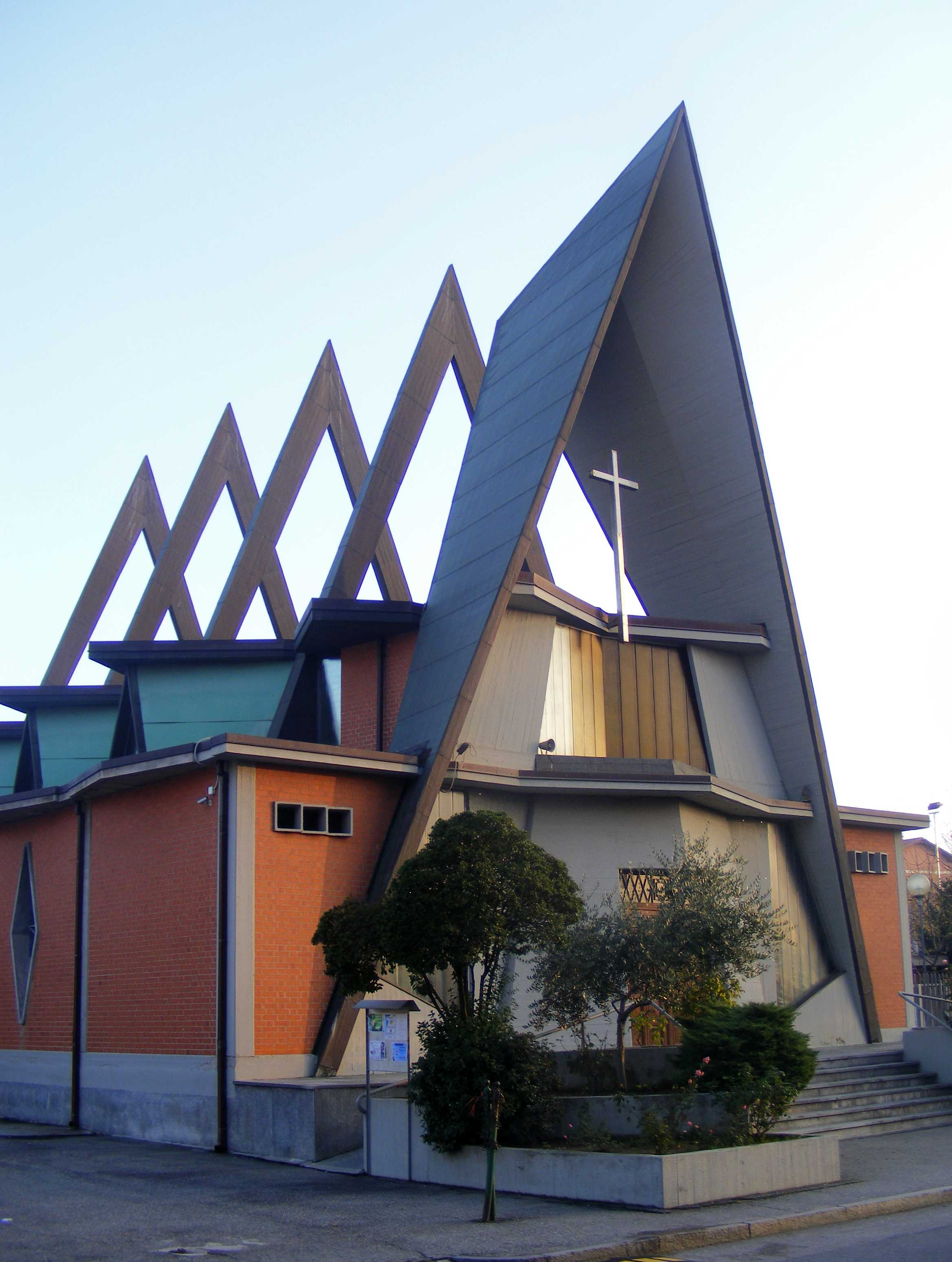
Chiesa della Madonna dei Poveri

Il quartiere è di carattere prevalentemente residenziale con la presenza di piccole officine e stabilimenti.
È tagliato in senso est-ovest da corso Francia e in senso nord-sud dall'asse dei corsi Antony e Montello, entrambi con un'area verde centrale e sui quali si affacciano vari edifici pubblici.
Più o meno al centro della porzione di quartiere sorge la chiesa dedicata alla Madonna dei Poveri; dell'edificio fu costruito nel 1960 un salone semiinterrato sopra il quale tra il 1979 e il 1981 venne realizzata la chiesa, caratterizzata da vistose campate esterne triangolari che all'epoca vennero considerate piuttosto avveniristiche.

## Il"Parco Paradiso"

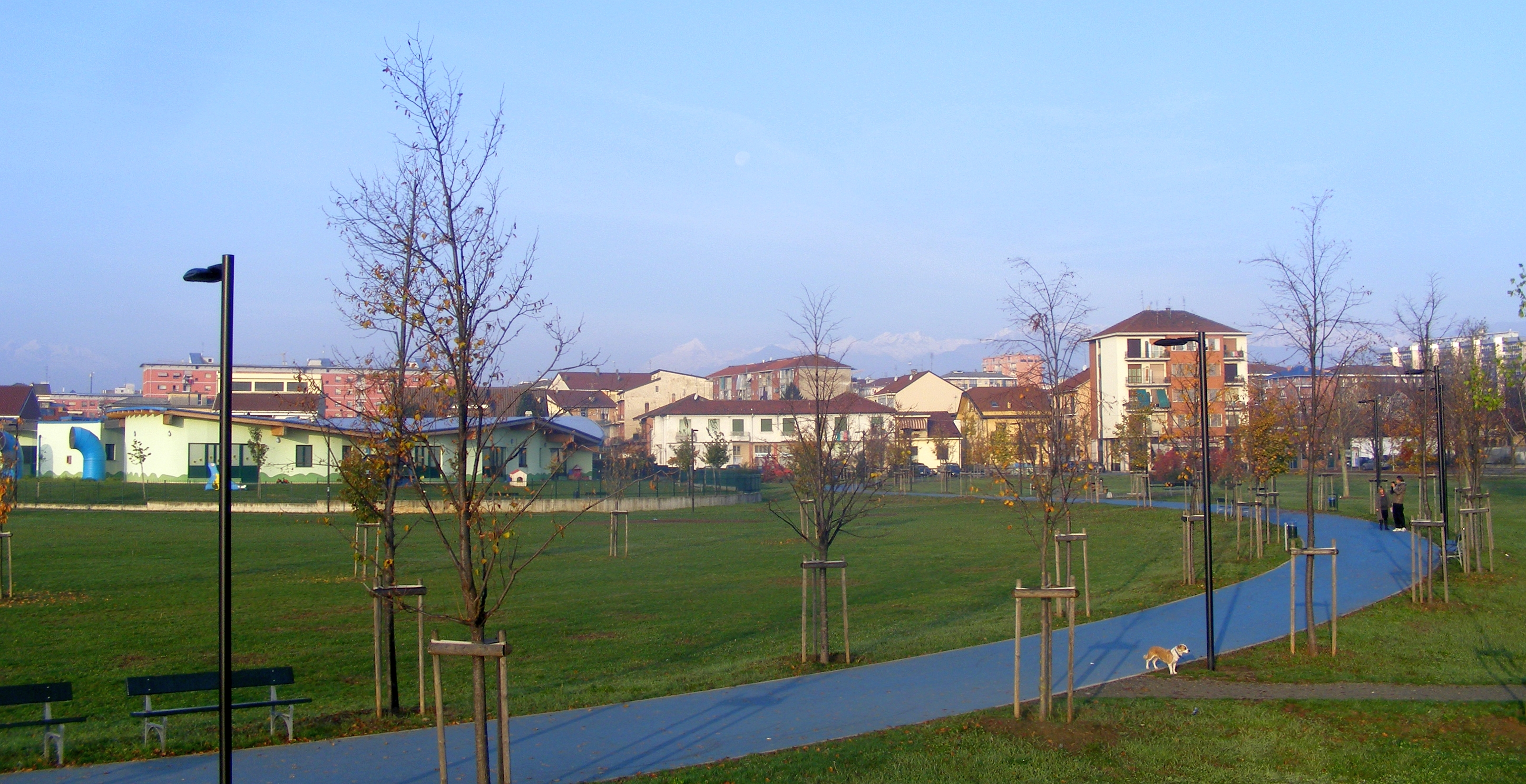
Il Parco Paradiso

In territorio di Grugliasco, nei pressi del confine con i comuni di Collegno e di Torino, nella primavera del 2011 è stata inaugurata una vasta area verde denominata Parco Paradiso dal nome della borgata omonima.
Nonostante sia esterna al territorio comunale torinese, l'opera è stata realizzata dalla Città di Torino in considerazione del fatto che più della metà dei suoi visitatori provengono dal quartiere torinese confinante; la manutenzione del parco è invece a carico del comune di Grugliasco.
I lavori sono cominciati nel 2007 e terminati verso la fine del 2011, con creazione di percorsi ciclopedonali ed aree giochi per bambini.

Il parco occupa una superficie di 70000 m² ed al suo interno si trovano due scuole, una materna ed una elementare, preesistenti alla creazione dell'area verde.

## Infrastrutture e trasporti

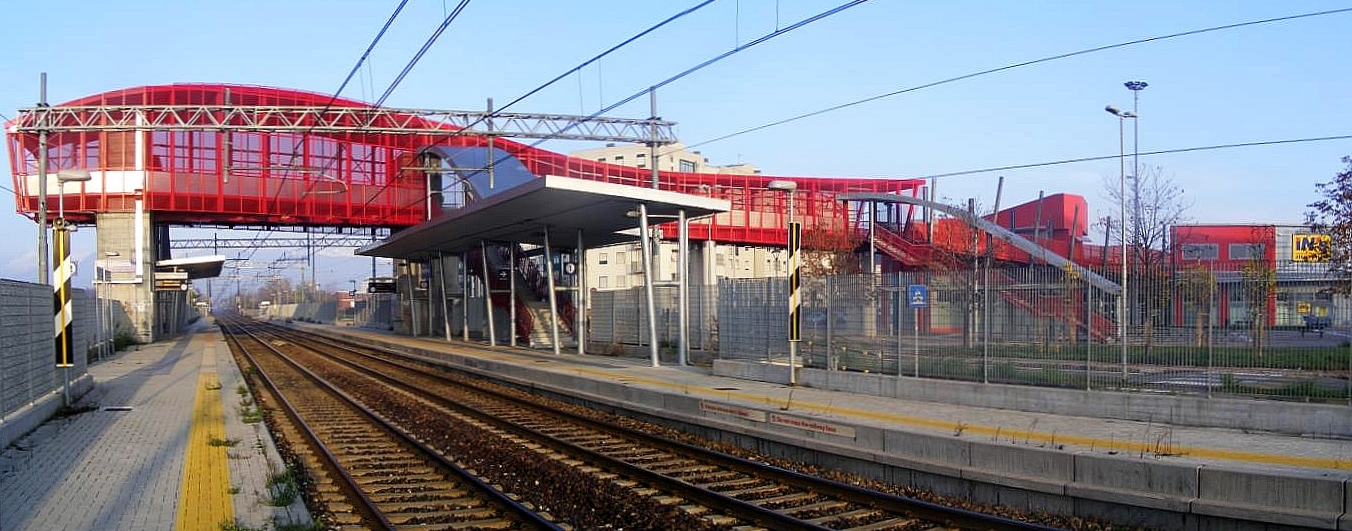
La fermata della Torino-Modane

Borgata Paradiso ospita le attuali ultime due fermate della Metropolitana di Torino, inaugurata in occasione delle Olimpiadi Invernali del 2006: "Paradiso" e "Fermi" (quest'ultima attuale capolinea del metrò in direzione ovest).Vicino alla stazione "Fermi" è sorto un nuovo centro commerciale ed alcuni edifici residenziali.
Al confine sud della borgata, in comune di Grugliasco, si trova anche una fermata della ferrovia Torino-Modane, operativa a partire dalla primavera del 2011, in corrispondenza della quale sono anche collocati i capolinea di due linee di autobus, un punto di prelievo/restituzione di bike sharing ed uno di car sharing.

## Prospettive future
Sono allo studio importanti trasformazioni urbanistiche che mirano ad integrare maggiormente la Borgata sia con il centro comunale che con le sedi delle facoltà scientifiche dell'Università di Torino collocate nell'ex ospedale psichiatrico di Grugliasco, nonché alla possibile trasformazione del Campo Volo in parco pubblico. Su questi temi il dibattito politico è però tuttora piuttosto aperto e contrastato.